# Phyllotreta nigripes
Phyllotreta nigripes es un coleóptero de la familia Chrysomelidae. Fue descrita científicamente por primera vez en 1775 por Fabricius.